# Thayeria
Die Gattung Thayeria gehört zur Salmlerfamilie Acestrorhamphidae und besteht aus vier Arten. Sie kommt in den Flüssen des nördlichen tropischen Südamerikas vor, unter anderem im Amazonas, Rio Araguaia, Maroni, Rio Tapajós, Rio Tocantins und dem Rio Guaporé. Die Gattung wurde nach Nathaniel Thayer (1808–1883) benannt, der eine große Fischfangexpedition in Südamerika von 1865 bis 1866 finanzierte.

## Merkmale
Thayeria-Arten werden 5 cm bis 8 cm lang. Charakteristisch ist die schräge Schwimmweise der Fische, mit dem Kopf zur Wasseroberfläche und dem mit einem schwarzen Band versehenen, deutlich größeren unteren Lappen der Schwanzflosse zum Gewässergrund gerichtet. Der Körper ist langgestreckt, seitlich stark abgeflacht und besitzt eine silberglänzende Farbe. Thayeria-Arten besitzen einen mehr oder weniger ausgeprägten schwarzen Streifen parallel zur unvollständigen Seitenlinie. Der körpernahe Abschnitt der Schwanzflossenbasis ist beschuppt. Eine Fettflosse ist vorhanden. Die Afterflosse ist lang und läuft im vorderen Drittel in einer Spitze aus. Die Augen sind relativ groß. Auf der Prämaxillare stehen zwei Zahnreihen, die Maxillare ist unbezahnt.

## Systematik
Thayeria gehört zur Salmlerfamilie Acestrorhamphidae und ist die Typusgattung der Unterfamilie Thayeriinae, zu der auch die Gattungen Bario, Bryconella, Inpaichthys, Hollandichthys, Holopristis, Parapristella, Rachoviscus und Ramirezella, sowie einzelne Arten aus den nicht monophyletischen Gattungen Bryconamericus, Hemigrammus und Hyphessobrycon gehören.

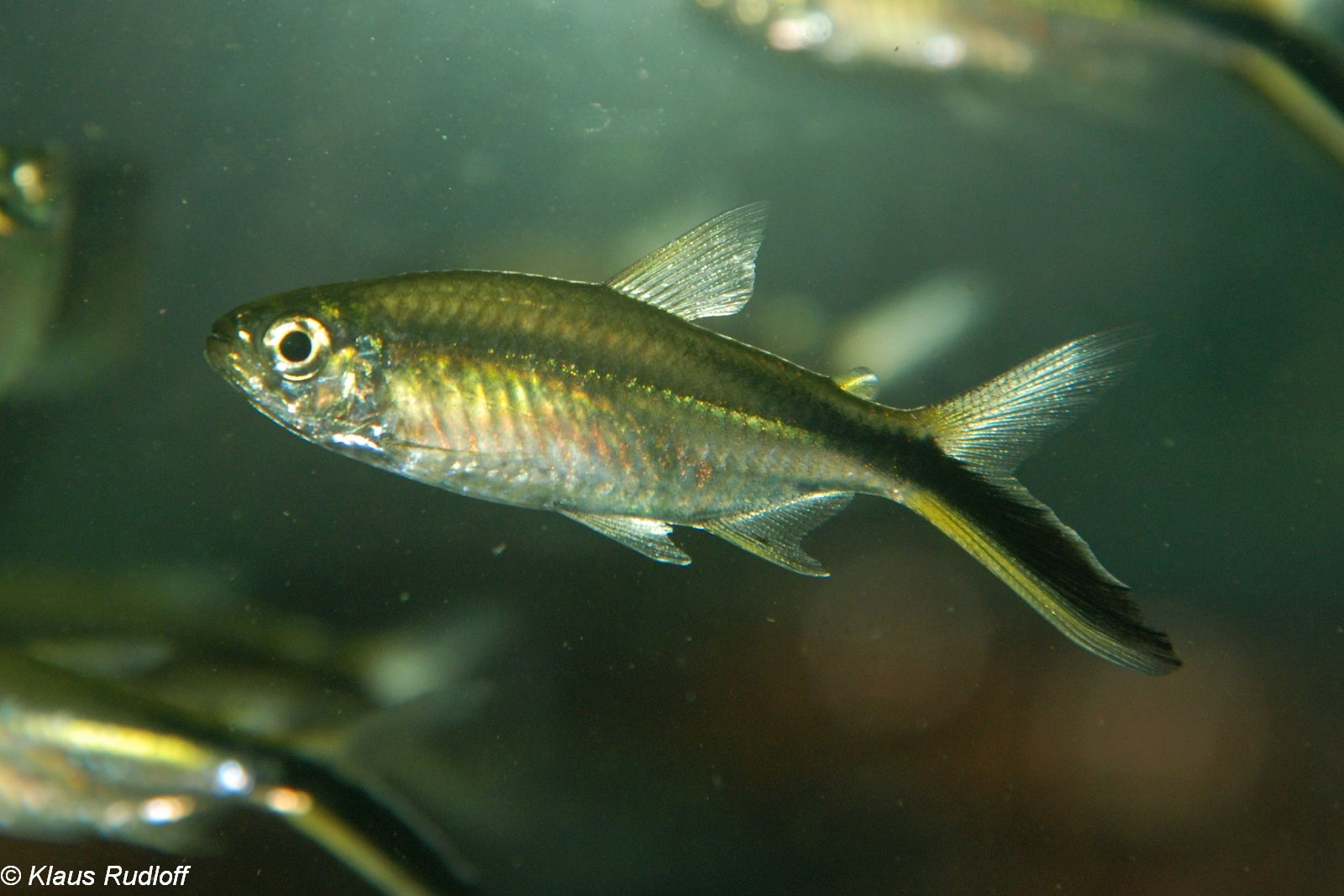
Thayeria obliqua

## Arten
- Schrägschwimmer (Thayeria boehlkei Weitzman, 1957)
- Thayeria ifati Géry, 1959
- Pinguinsalmler (Thayeria obliqua Eigenmann, 1908)
- Thayeria tapajonica White et al., 2017